# ریشه ریه
کمی بالاتر از سطح مدیاستینال هر ریه و نزدیک‌تر به کران خلفی آن، ریشه قرار دارد، جایی که ریه به قلب و نای متصل می‌شود.

ریشه تشکیل شده است از: برونکوس، شریان‌های ریوی، وریدهای ریوی، شبکه‌های عصبی ریوی، عروق لنفاوی، گره‌های لنفاوی برونشیال و بافت همبند سست آرئولار، که همهٔ این‌ها توسط رفلکشن پردهٔ جنب در بر گرفته می‌شوند.

ریشه ریه راست در پشت ورید اجوف فوقانی و قسمتی از دهلیز راست و زیر ورید آزیگوس قرار دارد. در حالی که در مورد ریهٔ چپ، از زیر قوس آئورت و مقابل آئورت نزولی عبور می‌کند. عصب فرنیک، شریان و سیاهرگ پریکاردیاکوفرنیک و شبکهٔ ریوی قدامی، در مقابل ناف هر دو ریه قرار دارد؛ واگ و شبکهٔ پولمونری خلفی، پشت هر کدام است؛ پایین هردو نیز رباط پولمونری قرار دارد.

ساختار اصلی ناف هر دو ریه از عقب به جلو به روش یکسانی مرتب شده است. بدین معنی که دو ورید پولمونری در جلو، شریان پولمونری در وسط و برونکوس همراه با عروق برونشیال در خلف قرار دارند.

اما از بالا به پایین، ترتیب قرارگیری عناصر متفاوت است:

در سمت راست از بالا به پایین شاهد برونکوس اپی‌آرتریال، شریان پولمونری، برونکوس هیپوآرتریال و وریدهای پولمونری هستیم، اما در سمت چپ از بالا به پایین، شریان پولمونری، برونکوس و وریدهای پولمونری قرار دارند.

وریدها در پایین‌ترین قسمت که قله (به انگلیسی: Apex) ناف ریه نام دارد و در زیر برونکوس‌ها قرار دارند.